# Памятник Абылай-хану
Памятник Абылай-хану в Алма-Ате — памятник казахскому государственному деятелю, хану Казахского ханства Абылай-хану в городе Алма-Ата. Установлен в 2000 году.

## История Памятника
Монумент хану был воздвигнут в 2000 году на площади перед зданием железнодорожного вокзала Алматы-2.

## Авторы проекта
- Руководитель авторского коллектива — С. К. Баймагамбетов
- Скульптор — К. К. Сатыбалдин
- Архитекторы — Т. Е. Ералиев, З. С. Баймагамбетов, В. И. Сидоров
- Конструктор — М. Е. Еркинов
- Литейные работы — А. В. Волков.

## Описание памятника
Монумент памятника установлен на многоярусном восьмигранном пьедестале, выполненном из серого гранита и белого мрамора. Сам памятник вылит из бронзы. Абылай хан сидит на коне в богато украшенной одежде и в боевом снаряжении. В правой руке он держит жезл, являющийся символом ханской власти. Основанием постамента конной скульптуры является четыре угловые колонны, которые удерживают навесной карниз. Общее ощущение от памятника — власть, сила и величие.
Памятник расположен на Привокзальной площади перед входом в вокзал Алматы-2.

## Критика
Памятник был подвержен резкой критике со стороны скульпторов. В частности скульптор Нурлан Далбай говорил о нём так: «Да там скульптурой даже не пахнет. Такие дилетанты, которые добираются до госзаказов, ни лепить не могут, ни в композиции ничего не понимают, ни запаха скульптуры не ведают. У монументальной скульптуры есть свои законы, этому учат в академиях. Главная задача – органично вписать объект в градостроительную ситуацию. Она должна быть силуэтно узнаваема. Затем уже идут детали. Это подразумевает, что ты знаешь прекрасно анатомию человека, анатомию лошади. В композиции хоть чуть-чуть разбираешься, то есть какой-то жест можешь реально изобразить. А поскольку этого нет, то получается не скульптура, а пластилиновые человечки».